# 沈黙交易
沈黙交易（ちんもくこうえき、英: Silent Trade, dumb barter, depot trade）は、交易の形態のひとつ。日本語では無言交易、沈黙取引、無言取引などの表記も見られる。共同体が、外部とのコミュニケーションを出来るだけ避けつつ外部から資源を得るための方法として、世界各地で用いられた。

## 概要
一般的には、交易をする双方がなるべく接触をせずに交互に品物を置き、双方ともに相手の品物に満足したときに取引が成立する。交易の行なわれる場は中立地点であるか、中立性を保持するために神聖な場所が選ばれる。言語が異なるもの同士の交易という解釈をされる場合があるが、サンドイッチ諸島での例のように言葉が通じる場合にも行なわれるため、要点は「沈黙」ではなく「物理的接近の忌避」とする解釈もある。
フィリップ・ジェイムズ・ハミルトン・グリァスンは、世界各地の沈黙交易を研究し、人類史における平和が、市場の中立性や、異人（客人）の保護＝歓待の仕組みに深くかかわっていると述べた。カール・ポランニーは、沈黙交易について、掠奪による獲得と交易港による平和的な交易の中間に位置する制度とした。ピーター・バーンスタインは貿易商人たちに捕えられて奴隷にされることを避けるためと推測しており、商人の側としてはアフリカ人のもたらす金を何としても手に入れたいため、この奇妙なやり方に従うしかなかったとしている。

### 日本における研究
日本での沈黙交易の最古の記録としては、『日本書紀』の斉明天皇6年（660年）3月の条における阿倍比羅夫が粛慎と戦う前に行なった行為があげられる。鳥居龍蔵は北東アジア全般に沈黙交易が存在したと論じた。南方熊楠は、中国の『五雑俎』にある『歳時記』や『番禺雑記』の記述から、鬼が夜に市を開くという鬼市が無言貿易（沈黙交易）を指すと述べた。また南方は『法顕伝』に記述がある師子国（セイロン）の鬼神との取り引きも無言貿易とした。柳田國男は大菩薩峠や六十里越で黙市が行なわれたとし、他に『諸国里人談』や『本草記聞』の記述にある交趾国の奇楠交易を例としてあげた。かつて栗山や日光、大菩薩峠などの峠路にあった中宿で行なわれていた無人の交易を沈黙交易とするかどうかは、研究者の間で解釈がわかれている。岡正雄は椀貸伝説やコロポックルの伝説、『譚海』のアイヌ、『梁書』や『唐書』の記述にある中国の鬼市を無言交易とした。
椀貸伝説を「沈黙交易」と見なすかについては、戦前から論争があった。1917年（大正6年）に鳥居龍蔵が椀貸伝説を沈黙交易であると指摘すると、1918年（大正7年）に柳田は反論し、椀貸伝説は異郷観念の表現形態であり、竜宮伝説や隠れ里伝説に類する信仰現象であるとした。椀貸伝説の沈黙交易説は戦後も論争が続き、1979年に栗本慎一郎は『経済人類学』において椀貸し伝説は沈黙交易であり、さらに交易の原初的形態と指摘した。沈黙交易を交易の原初的形態であるとする説に対しては、同年に岡正雄は沈黙交易は交易の原初的形態ではなく交換の特殊型であるとし、客人歓待を前提とした好意的贈答の習慣であると指摘した。

### アイヌ民族における沈黙交易
新井白石が『蝦夷志』に記録しているアイヌ同士の交易も沈黙交易とされ、道東アイヌは米、塩、酒、綿布など、千島アイヌはラッコの皮などを交換に用いた。アイヌによる沈黙交易は、この他に樺太アイヌとツングース系民族・山丹人（山丹交易）、アイヌとオホーツク人・ニヴフなどの間にも行われている。14世紀の中国で熊夢祥が書いた『析津志』にもその記録がある。アイヌ伝説に登場する小人・コロポックルの起源が千島アイヌの沈黙交易にあるとし、千島アイヌの沈黙交易は疱瘡をはじめとする疫病の侵入を防ぐために行われたという説もある。

## 沈黙交易の例
沈黙交易の有名な例として、ヘロドトスが『歴史』の第4巻に記録しているカルタゴとリビュアが行なった金交易が知られている。イブン・バットゥータは『大旅行記』で、ヴォルガ・ブルガールがアーミンの毛皮交易を行うときは相手の姿を見ないと語っている。グリァスンは、沈黙交易の形態を分類したうえで以下のような例をあげている。
当事者の集団が相互に不可視の沈黙交易
- ウェイランド・スミスの伝説
- ニューファンドランド島のボナビスタ
- ニューメキシコのリオ・グランデの先住民
- ヴォルガ・ブルガールの毛皮交易
- エチオピアとエジプト
- アッカ族のバナナの樹を用いた交易
- ワンガラ族の塩と金の交易
- グァテマラの山岳民

- ペルーのマドゥーラの山岳民
- インドネシアのブル島、セラム島
- インドネシアのアル諸島
- スマトラのクブ族
- テルナテ島
- スリランカのヴェッダ族
- ニカラグアのスムー族とトゥワカ族

当事者集団が相互に姿を隠すとは限らない沈黙交易
- ヘロドトスが語るカルタゴの交易
- トラヴァンコールのプラヤール族
- チュクチとエスキモー
- ドイツとリヴォニア
- アビシニアとサス地方

- ティモール
- ブラジル先住民とポルトガル人
- マクア族
- フェルナンド・ポー島

仲介者をへて行なわれる沈黙交易
- ニジェール川下流
- 海南島先住民
- アルゼンチンのプェルチェ族
- ソマリアのバルバリアとサバア人

## 沈黙交易から市場への変化
グリァスンは、沈黙交易から原初的な市場への変化について、以下のような類型を示唆している。
1. 姿を見せぬ交易（インヴィジブル・トレード）
2. 姿を見せる交易（ヴィジブル・トレード）
3. 客人招請（ゲスト・フレンドシップ）
4. 姿を見せる仲介者づきの交易（ミドルマン・トレード）
5. 集積所（デポ）
6. 中立的交易
7. 武装市場（アームド・マーケット）
8. 定市場（レギュラー・マーケット）

グリァスンは、市場の存在により特定の場所に平和が保存され、それが市場への路や人物にも広がることで、友好や歓迎のサイン、通行手形、カルドゥーク、異人を保護するツワナ族のモパート、ミンダナオ島のパガリィ、コイコイ人のマート (maat)、ベドウィンのダケールやナジル、ソマリ族のアバン、イブン・バットゥータが述べたイスラーム世界の「客人」、そしてゲストハウスなどの慣習を生んだとする。こうして、平和の範囲が進展すると述べた。